# サンタフェ州
サンタフェ州（サンタフェしゅう、Provincia de Santa Fe）は、アルゼンチン北部の州。人口3,556,522人（2022年国勢調査）。州都はサンタフェ。そのほか、主要都市としてロサリオ、ラファエラ、レコンキスタなどがある。

## 隣接州
- チャコ州
- コリエンテス州
- エントレ・リオス州
- ブエノスアイレス州
- コルドバ州
- サンティアゴ・デル・エステロ州

## 下位行政区画
1. ベルグラーノ・デパルタメント (サンタフェ州)（英語版）
2. カセロス・デパルタメント（英語版）
3. カステジャーノス・デパルタメント（英語版）
4. コンスティトゥシオン・デパルタメント (サンタフェ州)（英語版）
5. ガライ・デパルタメント（英語版）
6. ヘネラル・ロペス・デパルタメント（英語版）
7. ヘネラル・オブリガード・デパルタメント（英語版）
8. イリオンド・デパルタメント（英語版）
9. ラ・カピタル・デパルタメント (サンタフェ州)（英語版）
10. ラス・コロニアス・デパルタメント（英語版）
11. ヌエベ・デ・フリオ・デパルタメント (サンタフェ州)（英語版）
12. ロサリオ・デパルタメント（英語版）
13. サン・クリストバル・デパルタメント（英語版）
14. サン・ハビエル・デパルタメント (サンタフェ州)（英語版）
15. サン・ヘロニモ・デパルタメント（英語版）
16. サン・フスト・デパルタメント (サンタフェ州)（英語版）
17. サン・ロレンソ・デパルタメント (サンタフェ州)（英語版）
18. サン・マルティン・デパルタメント (サンタフェ州)（英語版）
19. ベラ・デパルタメント（英語版）